# Telescopium Herschelii

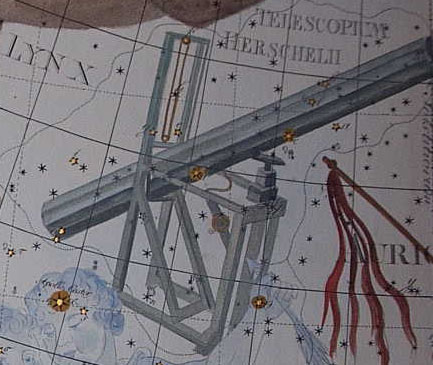
Constelación de Telescopium Herschelii.

Telescopium Herschelii o el Telescopio de Herschel es el nombre de una constelación, hoy en desuso, creada por Maximilian Hell en 1781 en honor al famoso astrónomo William Herschel. Estaba situada entre las actuales constelaciones de Lynx, Auriga y Géminis.
Hubo inicialmente dos de estas constelaciones, ambas introducidas en 1789 por el astrónomo húngaro de nacimiento Maximilian Hell, director del Observatorio de Viena, en conmemoración del descubrimiento de Urano por William Herschel. Las dos constelaciones flanqueaban la zona en la que el nuevo planeta fue encontrado. Tubus Herschelii Major, como la llamó Hell, representaba el telescopio Herschel de 20 pies de largo (6 m) y yacía entre Géminis y Auriga. Tubus Herschelii Menor, que yacía entre Orión y Tauro, representaba el telescopio reflector de Herschel de 7 pies (2 m).
Johann Elert Bode redujo estas constelaciones a una en su atlas Uranographia de 1801 bajo el nombre Telescopium Herschelii. Bode ubicó esta constelación donde Hell había colocado Tubus Herschelii Major, y la describió como el telescopio Herschel de 7 pies con el que en realidad se hizo el descubrimiento de Urano.